# Canthidium femoratum
Canthidium femoratum là một loài bọ cánh cứng trong họ Bọ hung (Scarabaeidae).